# Поттер-билдинг
Поттер-билдинг (англ. Potter Building) 11-этажное здание по адресу Парк-Роу, д. 38, на углу Бикман-стрит, в районе Сивик-центр на Манхэттене, Нью-Йорк, Альтернативное название — Нассо-стрит, д. 145 (145 Nassau Street). Сооружено в 1882—1886 гг. по проекту Норриса Г. Старквезера, с использованием железного каркаса. Архитектурные стили сочетают «королеву Анну» и неогреческий. Изначально здание планировалось как офисное.
Возможно, в связи с историей этого места, при строительстве здания архитекторы использовали самые современные на то время методы противопожарной защиты и огнестойкие строительные материалы, в том числе железобетонные балки, чугунные колонны, наружные кирпичные стены толщиной 40 дюймов (101,600000 см) . На нижних уровнях были арки, отделанные плиткой, использовалась терракота. Эстетика терракотовых деталей натолкнула девелопера Орландо Б. Поттера на создание собственной фирмы по производству терракоты на Лонг-Айленде .
В 1979-81 годах Поттер-билдинг был переоборудован под апартаменты.
В 1996 году здание вошло в Реестр достопримечательностей Нью-Йорка.

## Пожар на месте здания (1882)
Поттер-билдинг был сооружен на месте одного из зданий редакции New York World, сгоревшего в 1882 году. В свою очередь, то здание было построено в 1857 году, став первым офисом газеты. Огонь вспыхнул около 10 часов вечера 31 января 1882 года и в течение нескольких часов уничтожил большую часть квартала. Этот пожар — в центре повестования романа о путешествиях во времени «Меж двух времён» (1970).
До здания 1857 года постройки на данном участке и на участке, расположенном к северу (на котором построили Нью-Йорк-таймс-билдинг), находилась пресвитерианская Старая кирпичная церковь (англ. Old Brick Church), сооруженная в 1767 году Джоном Маккоумом-старшим.